# 山藍
山藍又名葴（讀音同“箴”）、馬藍、南板蓝、蓝靛草、板藍，是一种爵床科紫云菜属草本植物，中国东南和西南一带、印度、日本九州、中南半岛都有分布，叶和根均可入药。

## 形态
多年生草本。莖粗壯，圓柱狀至略呈四稜。略分枝，幼枝被褐毛。葉膜質(薄紙質)，長10~20公分，寬3-8公分。穗狀花序腋生，長可達15公分；苞片葉狀，匙形或倒披針形，長約 2.5 公分，早落。花無柄，萼片裂至近基部，各瓣形狀不同，長約 2 公分。花冠淡紫色，長可達5公分。花絲無毛，子房末端具腺毛。蒴果無毛，約2.5公分。

## 分布
通常生長於潮濕林地，或為栽培。海拔 100-2000公尺。福建、廣東、廣西、貴州、海南、四川、臺灣、西藏東南、雲南、浙江。
臺灣中、北部，尤以臺北附近極為常見。
又極可能大部份的分布乃栽培所造成。

## 利用
蓝靛瑤族（西南官話：蓝靛瑤，羅馬化：lɛːn tɛːn；英語：Lanten）得名於他們對此草及染料作業的精通。
除了藥用，馬藍是早期臺灣所使用的藍染植物的原料之一，因而現在仍有大量的族群逸生野外，尤其臺北郊山。

## 外部連結
- 馬藍 Malan （页面存档备份，存于） 藥用植物圖像數據庫 (香港浸會大學中醫藥學院) （中文）（英文）
- 青黛 中藥材圖像數據庫  (香港浸會大學中醫藥學院) （中文）（英文）
- 南板藍根 中藥材圖像數據庫  (香港浸會大學中醫藥學院) （中文）（英文）
- 南板藍根 Nan Ban Lan Gen （页面存档备份，存于） 中藥標本數據庫 (香港浸會大學中醫藥學院) （繁體中文）（英文）
- 青黛 （页面存档备份，存于） 中藥標本數據庫 (香港浸會大學中醫藥學院) （繁體中文）（英文）